# Aligot vesper fosc
L'aligot vesper fosc (Henicopernis infuscatus) és un ocell rapinyaire de la família dels accipítrids (Accipitridae). Habita zones boscoses de l'illa de Nova Bretanya, a Papua Nova Guinea. El seu estat de conservació es considera vulnerable.